# Zov slave
Zov slave (eng. Heart of Glory) je devetnaesta epizoda prve sezone američke znanstveno-fantastične serije Zvjezdane staze: Nova generacija. 

## Radnja
Klingonski bjegunci, željni povratka u ratničke dane, otmu talarijski brod i unište klingonski brod poslan da ih zarobi. Međutim, nekoliko trenutaka prije eksplozije njihovog teško oštećenog broda, Klingonce spasi Enterprise.

Ne znajući prave namjere Klingonaca, Picard naredi Worfu da preživjele Klingonce povede u razgledavanje Enterprisea. Tijekom obilaska, bjegunci pokušaju unovačiti Worfa. U međuvremenu, pojavi se klingonski brod. Klingonski kapetan izvijesti Picarda o zločinima bjegunaca, zahtijevajući njihovo izručenje. Prije nego što ih Picard uspije predati, jedan zločinac pobjegne, a drugi je ubijen. Preživjeli Klingonac zauzme strojarnicu i prijeti da će uništiti Enterprise.
Očajnički pokušavajući spasiti brod i posadu, Worf se približi Klingoncu. Suočen sa sigurnom smrću, bjegunac pokuša još jednom nagovoriti Worfa da mu se pridruži i da zajedno pobjegnu s bojnim dijelom broda. Birajući između svog života kao časnika Flote i instinkta klingonskog ratnika, Worf objasni pravog ratnika ne krase izvanjske osobine, nego ratnički duh. Klingonac ga iznenadno pokuša napasti, ali ga Worf ubije.

Impresiran Worfovim vještinama, klingonski kapetan ponudi Worfu mjesto pod njegovim zapovjedništvom. Nakon što je uljudno odgovorio klingonskom kapetanu da će razmisliti, Worf kaže Picardu da će ostati na Enterpriseu.

## Vanjske poveznice
- Zov slave na startrek.com   Arhivirana inačica izvorne stranice od 15. srpnja 2009. (Wayback Machine)